# تود غوردون
تود غوردون (بالإنجليزية: Tod Gordon)‏ هو شخصية أعمال أمريكي، ولد في 19 يونيو 1955.